# Le Deuxième Cercle
Pour plus de détails, voir Fiche technique et Distribution.
Le Deuxième Cercle (en russe : Круг второй, Krug vtoroy) est un film russe réalisé par Alexandre Sokourov, sorti en 1990.

## Synopsis
À la mort de son père, un jeune homme rentre dans sa ville natale. Dans l'appartement exigu, il va lui falloir cohabiter avec le cadavre et veiller aux détails de l'enterrement.

## Fiche technique
- Titre : Le Deuxième Cercle
- Titre original : Круг второй (Krug vtoroy)
- Réalisation : Alexandre Sokourov
- Scénario : Iouri Arabov
- Photographie : Alexandre Bourov
- Montage : Rassa Lissova
- Décors : Vladimir Soloviov
- Costumes : Janna Zamakhina
- Pays d'origine : URSS
- Format : Couleurs - 1,37:1 - Mono - 35 mm
- Genre : Action
- Durée : 92 minutes
- Date de sortie : 1990

## Distribution
- Piotr Alexandrov
- Nadejda Rodnova
- Tamara Timofeïeva
- Alexandre Bystriakov
- Stepan Krylov

## Distinctions
- Prix FIPRESCI au festival international du film de Rotterdam